# Luknjarke
Luknjarke (znanstveno ime Polyporaceae) je družina gliv iz redu luknjičarjev (Polyporales). Ime je sestavljeno iz grške predpone πολύς (polys), kar pomeni "veliko" ali "mnogo" in besede πόρος (poros), kar pomeni "luknja" ali "pora". Nanaša se na skupno lastnost gliv iz te družine, ki imajo trosovnico sestavljeno iz številnih luknjic.

## Značilnosti
Trosnjaki so običajno poličaste oblike, nekateri pa imajo tudi bet in klobuk. Mlade gobe so v mladosti mesnate, s staranjem pa postanejo trde, olesenele ali usnjate.
Trosovnica je sestavljena iz cevk, ki se končajo z drobnimi luknjicami oziroma porami skozi katere se sproščajo trosi. Velikost, oblika in razporeditev luknjic je ključna za določitev posameznih rodov in vrst. Lahko so okrogle, oglate ali labirintaste.
Meso je lahko homogeno ali pa s koncentričnimi rastnimi pasovi in je lahko različnih konsistenc, od mehke in vlaknate do trde in olesenele.
Večina vrst ima trimitičen hifni sistem, kar pomeni, da vsebuje generativne, skeletne in vezivne hife, nekatere pa so tudi dimitične ali monomitične. Generativne hife imajo micelijske zaponke.
Trosi so običajno gladki, tankostenski in prozorni in so lahko različnih oblik: valjasti, elipsoidni ali okrogli. Trosni odtis je običajno bele barve.
Večina vrst razgrajuje les in igrajo ključno vlogo v gozdnem ekosistemu pri razgradnji lignina in celuloze. Nekatere vrste pa so parazitske in napadajo živa drevesa, ter na njih povzročajo belo ali rjavo gnilobo.

## Seznam rodov luknjark Slovenije[6]
- lenzovci (Cellulariella)
- satovničarji (Cerioporus)
- nasršenci (Coriolopsis)
- zvitocevke (Daedaleopsis)
- kresilke (Fomes)
- strnjenke (Lentinus)
- novostrnjenke (Neofavolus)
- grčevke (Pachykytospora)
- večnoluknjičarji (Perenniporia)
- luknjičarke (Picipes)
- irhovci (Podofomes)
- luknjičarji (Polyporus)
- blazinovčki (Szczepkamyces)
- ploskocevke (Trametes)
- večnoluknjičarke (Vanderbylia)
- celoletniki (Yuchengia)

## Galerija slik
- tribarvna zvitocevka
(Daedaleopsis tricolor)
- pisana ploskocevka
(Trametes versicolor)
- jesenova večnoluknjičarka
(Vanderbylia fraxinea)
- bukova kresilka
(Fomes fomentarius)
- satjasta novostrnjenka
(Neofavolus alveolaris)
- brezova ploskocevka
(Trametes betulina)